# Huronmeer
Het Huronmeer [hyʊr'än], (Engels: Lake Huron, Frans: Lac Huron) is een meer in Noord-Amerika. Het meer ligt tussen Zuidwest-Ontario (Canada) en oostelijk Michigan (V.S.). Het heeft de op een na grootste oppervlakte van de Grote Meren en maakt deel uit van de St. Lawrence-Zeeroute.

## Geografie
Het meer heeft een oppervlakte van 59.596 km². De grootste lengte van het meer (van noordwest naar zuidoost) is 332 km en de maximale breedte is 295 km. Het meer ligt op 176 meter boven zeeniveau en het meer heeft een maximale diepte van 229 meter.
In het meer ligt het eiland Manitoulin, met een oppervlakte van 2.766 km² het grootste eiland in een meer ter wereld. Dit eiland scheidt het hoofdvolume van het Huronmeer in het zuiden van de smallere meerstrook die als North Channel wordt aangeduid in het noorden en als de grote baai Georgian Bay in het noordoosten. In het meer liggen zo'n 30.000 eilanden, zoals Mackinac-eiland. De kust van Michigan wordt ingesneden door Saginawbaai.
Het meer is door de circa 8 km brede en 37 m diepe Straat van Mackinac in het westen verbonden met het Michiganmeer waarvan het gescheiden is door het Benedenschiereiland van Michigan. Beide meren worden soms gezamenlijk aangeduid als het Lake Michigan–Huron. De grootste instroom is de St. Marys River, een 119,9 km lange rivier die gevoed wordt door het Bovenmeer en over zijn volledige lengte de grens vormt tussen Canada en de Verenigde Staten. Daarnaast wordt het meer gevoed door verschillende rivieren. Het stroomgebied van het meer heeft een oppervlakte van 37.014 km².
De grootste uitstroom is de St. Clair, ook een grensrivier, die uitmondt in het Saint Clairmeer.

## Geologie
Het Huronmeer is uitgesleten door gletsjers. Ten noorden van Georgian Bay begint het Canadees Schild.

## Natuur
In tegenstelling tot de meer zuidelijke Grote Meren heeft het Huronmeer nog veel van zijn oorspronkelijke natuur behouden. 68% van het stroomgebied van het Huronmeer is bebost. De oerbossen langs de oever zijn in het verleden wel gekapt.

## Menselijke activiteit
Langs de oevers van het meer wonen 3,1 miljoen mensen.
Het Huronmeer is economisch belangrijk voor bosbouw en visserij. 
Het Huronmeer vormt een onderdeel van de St. Lawrence-Zeeroute en kent druk scheepvaartverkeer tijdens de ijsvrije maanden (begin april tot eind december). Kalksteen wordt vervoerd van de havens van Rockport and Rogers City. Ook grote hoeveelheden graan en ijzererts worden over het meer vervoerd. Belangrijke havens bevinden zich ook in Cheboygan, Alpena, Bay City en Harbor Beach (in Michigan) en Collingwood, Midland, Tiffin, Port McNicoll en Depot Harbor (in Ontario).
Het toerisme is een belangrijke economische activiteit. In de zomermaanden kan het water aan de oever een temperatuur bereiken van 23° C. Langs het meer zijn er enkele lange stranden met duinen, zoals  Sauble Beach (11 km lang) en Wasaga Beach (14 km lang).

## Geschiedenis
Rond het meer zijn sporen van bewoning van 9.000 jaar oud gevonden. Het meer dankt zijn naam aan de Wendat, Inheemse Amerikanen die door de Franse kolonisten Huron genoemd werden. Het Huronmeer was het eerste van de Grote Meren dat door Europeanen werd bezocht. Samuel de Champlain en Étienne Brûlé bereikten Georgian Bay in 1615 via de rivieren Ottawa en Mattawa. Brûlé stak in 1618 het North Channel over en bereikte zo St. Marys River. In 1638 stichtten jezuïeten een kortstondige missie bij de Wendat bij de monding van de rivier de Wye. Jacques Marquette stichtte een missie bij de Straat van Mackinac in 1671. Ook de Franse ontdekkingsreizigers Louis Jolliet (1669) en Robert Cavelier de La Salle (1679) voeren op het Huronmeer. Vanaf het midden van het 18e eeuw overheersten de Britten de oevers van het meer. In 1760 namen zij  Fort Pontchartrain-du-Détroit in. De Amerikaans-Canadese grens die door het meer loopt werd vastgelegd na de Amerikaanse Onafhankelijkheidsoorlog (1776-1783) en de Oorlog van 1812. Tijdens die laatste oorlog werd er strijd geleverd om het fort op Mackinac-eiland.
Bovenmeer ·
Eriemeer ·
Huronmeer ·
Michiganmeer ·
Ontariomeer